# Franz Josef Wittemann
Franz Josef Wittemann (* 24. März 1866 in Buchen (Odenwald); † 10. September 1931 in Karlsruhe) war ein deutscher Jurist und Politiker der Zentrumspartei.
Wittemann war von 1905 bis 1918 Abgeordneter des 18. Wahlbezirks (Freiburg) in der Zweiten Kammer der Badischen Ständeversammlung und von  1919 bis 1925 Abgeordneter des Landtags der Republik Baden, welchem er von 1921 bis 1923 als Präsident vorstand.
Er war 1929 badischer Innenminister und vom 20. November 1930 bis zu seinem Tode Staatspräsident der Republik Baden und somit auch Chef der Regierung.
In Buchen (Odenwald) ist die Präsident-Wittemann-Straße nach ihm benannt.
Er war Mitglied der KDStV Hercynia Freiburg im Breisgau und der KDStV Schwarzwald im CV zu Karlsruhe.